# Mikyoung Kim
Mikyoung Kim (* 1968 in Hartford, Connecticut) ist eine US-amerikanische Landschaftsarchitektin und Stadtplanerin. Sie ist Founding Principal des in Boston ansässigen Landschaftsarchitekturbüros Mikyoung Kim Design und emeritierte Professorin der Rhode Island School of Design. 2014 wurde sie Fellow der American Society of Landscape Architects.

## Leben

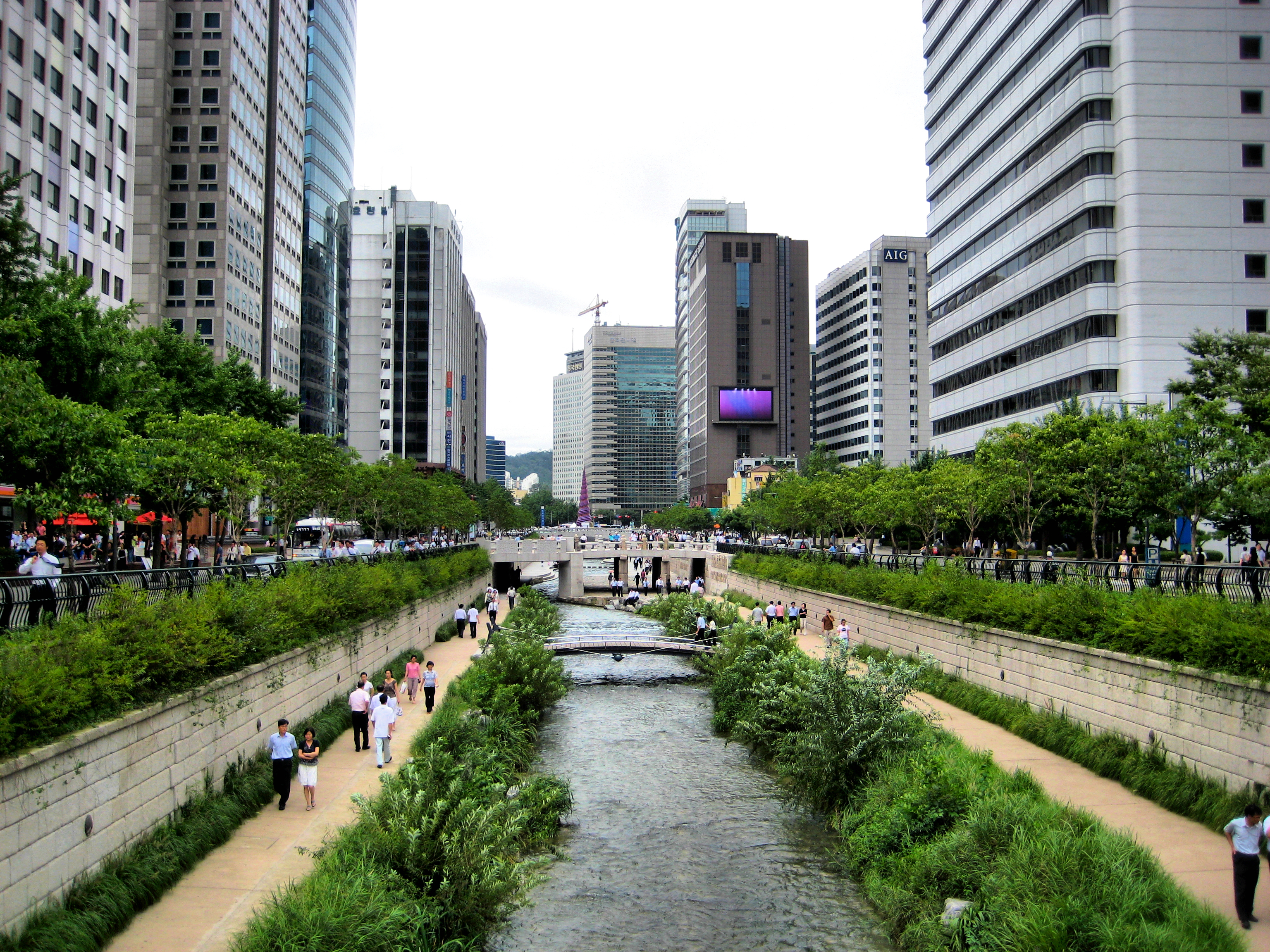
Cheonggyecheon-Kanal, Seoul, 2007

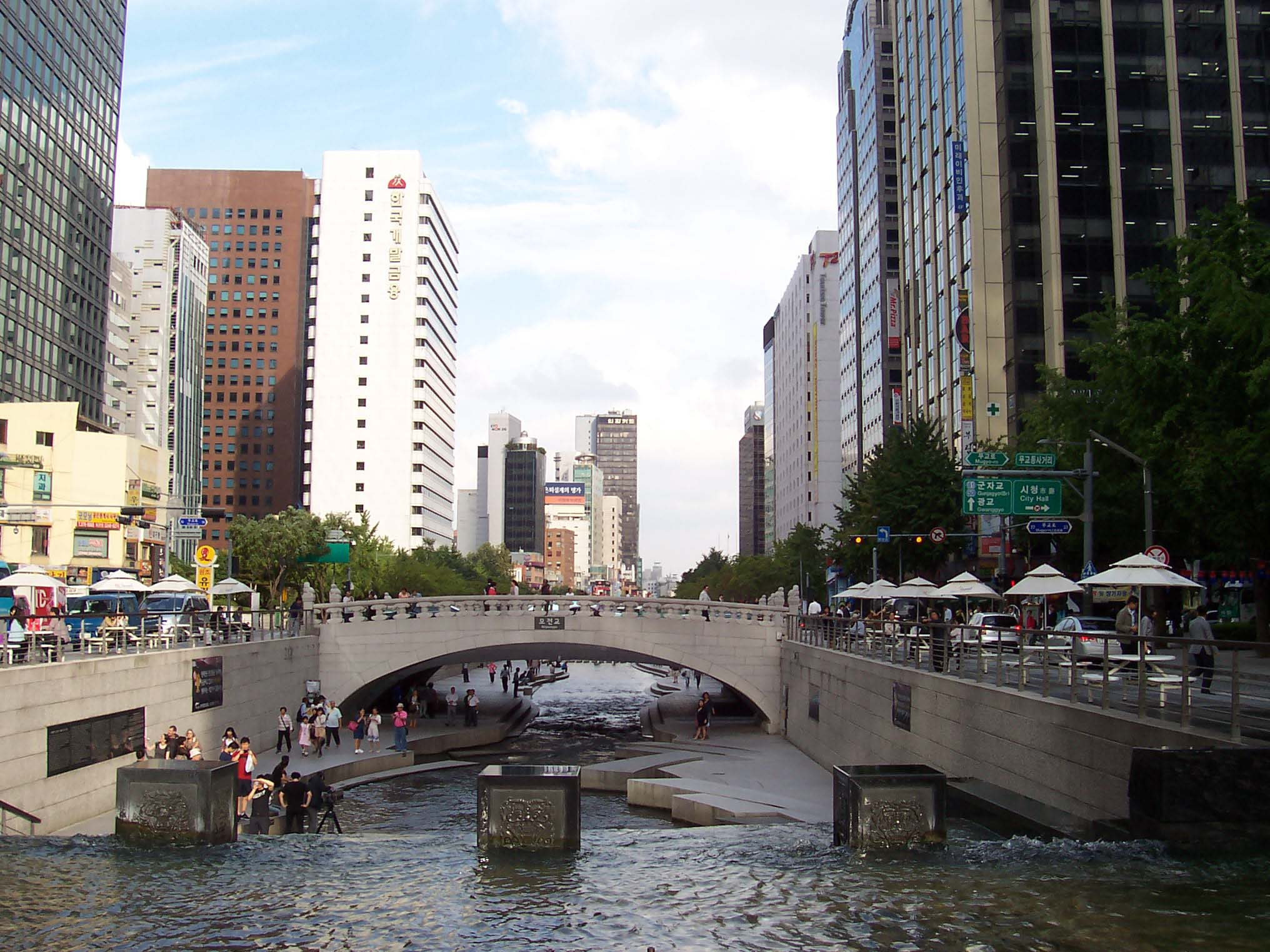
Cheonggyecheon-Kanal, Seoul, 2014

Mikyoung Kim wurde als Tochter koreanischer Eltern geboren. Vom Alter von 6 Jahren an war Kim eine ernsthafte Pianistin und setzte ihre Leidenschaft für das Auftreten bis in ihre frühen Zwanziger am Oberlin Konservatorium fort.
Während ihres Studiums am Oberlin College studierte Kim auch Bildhauerei. Sie schloss 1989 mit einem Bachelor in Bildhauerei und Kunstgeschichte ab. Anschließend studierte sie Landschaftsarchitektur an der Harvard Graduate School of Design, die sie 1992 abschloss. In Harvard studierte sie gleichzeitig an der Graduate School of Design und im Department of Art, Film, and Visual Studies (zu der Zeit Department of  Visual and Environmental Studies) und entwickelte Entwürfe, Skulpturen, Installationen und Videos. Während ihres Studiums in Harvard war sie „Norman T. Newton“-Stipendiatin und erhielt den Jacob Weidenmann Prize for Design.
Von 1992 bis 1994 arbeitete Kim bei Hargreaves Associates, bevor sie ihr eigenes Büro gründete. Ihr Büro ist vor allem für die Gestaltung von Heilgärten bekannt, darunter der Crown Sky Garden am Ann & Robert H. Lurie Children’s Hospital of Chicago, der Longwood Entrance des Boston Children’s Hospital und der Miami Healing Garden am Jackson South Community Hospital. Ein anderes exemplarisches Projekt ist ein Beitrag zur Renaturierung des Cheonggyecheon-Kanals in Seoul, Südkorea, wurde 2005 eröffnet. Der Kanal beinhaltet die Umwandlung einer der verschmutzten Wasserstraßen der Stadt in ein Naherholungsgebiet, das 90.000 Fußgänger pro Tag anzieht.
2019 wurde sie vom Bostoner Bürgermeister Marty Walsh zum Mitglied in der Boston Civic Design Commission ernannt.
Von 1994 bis 2012 war Kim Professorin an der Rhode Island School of Design davon fünf Jahre Leiterin des Departments.
Von 2017 bis 2018 unterrichtete sie an der Harvard Graduate School of Design als Design Critic in der Landschaftsarchitektur. Im Herbst 2018 hatte Kim die Glimcher Distinguished Visiting-Professur an der Knowlton School of Architecture der Ohio State University inne.

## Auszeichnungen (Auswahl)
- 2018 Cooper Hewitt, Smithsonian Museum National Design Award in der Kategorie Landschaftsarchitektur[15]
- 2018 Design Medal der American Society of Landscape Architects[14]
- 2019 Listung bei den Fast Company Worlds Most Innovative Companies in der Kategorie Architektur für Mikyoung Kim Design[7]
- AD Innovator by Architectural Digest
- 2017: National Honor Award der American Society of Landscape Architects für eine Arbeit am Chicago Botanic Garden[16]
- 2010: Veronica Rudge Green Prize in Urban Design der Harvard University für den Cheonggyecheon-Kanal in Seoul[17]